# Per-Jassatjärnen
Per-Jassatjärnen är en sjö i Bodens kommun i Norrbotten och ingår i Luleälvens huvudavrinningsområde. Sjöns area är 0,014 kvadratkilometer och den befinner sig 110 meter över havet.